# Georges Clemenceau
Georges Eugène Benjamin Clemenceau [ʒɔʀʒ bɛ̃ʒaˈmɛ̃ klemɑ̃ˈso] (Mouilleron-en-Pareds (Vendée), 28 september 1841 – Parijs, 24 november 1929) was een Frans staatsman en tevens arts en journalist. Als een van de heftigste radicale politici tijdens de eerste decennia van de Derde Franse Republiek kreeg hij de bijnaam "De Tijger". Hij is vooral bekend als de premier die Frankrijk krachtig en efficiënt leidde op het einde van de Eerste Wereldoorlog en die de onderhandelingen voerde die tot het Verdrag van Versailles leidden.

## Achtergrond en opleiding
Georges Clemenceau werd op 28 september 1841 geboren in een klein dorpje in een van de uithoeken van de Vendée. De Vendée stond bekend een van de meest katholieke en royalistische streken van Frankrijk, maar de familie Clemenceau bestond al generaties lang uit republikeinen en vrijdenkers. Georges werd volledig buiten elke godsdienst opgevoed.
Georges Clemenceau groeide op in een kasteel dat eigendom van de familie was. Zijn vader Benjamin Clemenceau was arts, net als de generaties Clemenceaus voor hem, maar haalde vooral inkomsten uit landeigendommen. Als overtuigd republikein had hij meegedaan aan de Julirevolutie van 1830. Nadat hij al korte tijd had gevangengezeten na de staatsgreep van 1851, was hij in 1858 gearresteerd en bijna gedeporteerd door het regime van Napoleon III. Zijn zoon zou een grote afkeer van dat regime krijgen.
Georges Clemenceau studeerde net als zijn vader medicijnen in Nantes en later in Parijs. Als student was hij medestichter van een tijdschrift dat het niet lang uithield omdat de meeste redacteuren, Clemenceau incluis, in de gevangenis belandden nadat ze hadden deelgenomen aan republikeinse betogingen. In 1865 promoveerde hij op een proefschrift waarin hij een materialistische visie van het leven verdedigde en zich kantte tegen de bevindingen van Louis Pasteur (veel later zou Clemenceau toegeven dat Pasteur gelijk had).

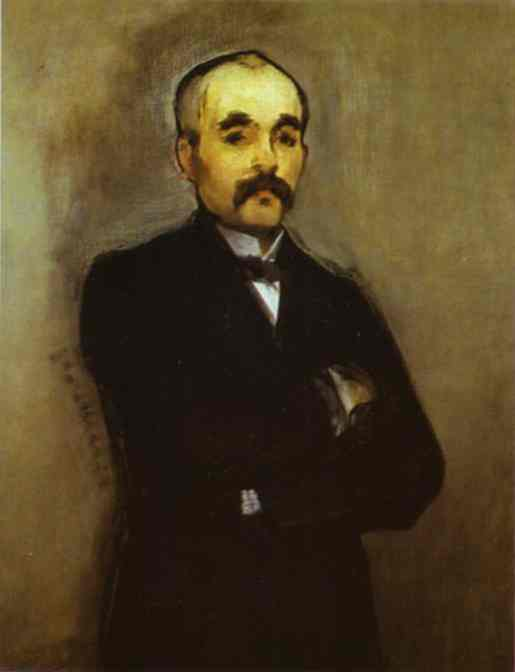
Georges Clemenceau door Édouard Manet

## Reizen
Na zijn promotie reisde Clemenceau naar Engeland waar hij de denkers Herbert Spencer en John Stuart Mill ontmoette. Clemenceau heeft een werk van Mill in het Frans vertaald. Vervolgens ging hij naar de Verenigde Staten, waar hij vier jaar verbleef. Hij verkoos de vrije en democratische samenleving van Amerika boven het door hem verfoeide Tweede Franse Keizerrijk. Hij was er correspondent voor de krant Le Temps maar om voldoende inkomen te hebben gaf Clemenceau Franse les aan een meisjesschool in Stamford (Connecticut). Hij trouwde (burgerlijk) op 20 juni 1869 met een van zijn studenten, Mary Plummer, vlak voordat hij naar Frankrijk terugkeerde. Door zijn verblijf in Amerika kende hij perfect Engels, wat toen uitzonderlijk was voor een Frans politicus. Na zijn politieke carrière in 1920 ondernam Clemenceau een reis naar Afrika en Azië.

## De Frans-Duitse Oorlog en de Commune
Terug in Frankrijk verbleef hij eerst met zijn vrouw in de Vendée, waar zijn eerste kind werd geboren. Toen in augustus 1870 de Frans-Duitse oorlog uitbrak, begaf hij zich naar Parijs, waar hij republikeinse geestesgenoten opzocht.
De nederlaag van Napoleon III in de slag bij Sedan op 2 september betekende het einde van het keizerrijk. Twee dagen nadien werd in Parijs de republiek uitgeroepen en een regering gevormd onder leiding van generaal Louis Trochu. Als overtuigd republikein werd Clemenceau benoemd tot waarnemend burgemeester van het  18e arrondissement van Parijs (Montmartre), kort voordat de Duitsers Parijs begonnen te belegeren. Clemenceau hielp bij de organisatie van de Nationale Garde en benoemde de zeer linkse revolutionair Auguste Blanqui tot chef van een bataljon. In die tijd leerde hij ook de anarchiste Louise Michel kennen.
Na een mislukte opstand van een deel van de Nationale Garde tegen de regering moest Clemenceau aftreden als burgemeester, maar in november werd hij verkozen burgemeester van het 18de arrondissement.
Zoals de meeste radicale republikeinen was Clemenceau tegen de wapenstilstand die op 26 januari 1871 – na vier maanden belegering – werd gesloten. Op 8 februari daarop werd  hij voor het departement Seine verkozen in de nieuwe Nationale Vergadering. Hij verzette zich tegen de vredesvoorwaarden met Duitsland die de conservatieve meerderheid in de Vergadering aanvaardde.
Op 15 maart 1871 brak in Montmartre een opstand los toen de generaals Lecomte en Thomas probeerden de Nationale Garde te ontwapenen. Clemenceau trachtte tevergeefs te voorkomen dat de generaals door de menigte werden gedood. De opstand vormde het begin van de Commune van Parijs.
Clemenceau, die weigerde uit de legaliteit te treden, probeerde te bemiddelen tussen de Commune en de regering, die in Versailles zetelde. Het gevolg was dat hij van beide kanten werd gewantrouwd. Op 22 maart werd hij door de Commune als burgemeester afgezet en bij nieuwe verkiezingen in het 18de arrondissement, vier dagen later, slaagde hij er niet in herkozen te worden.
Clemenceau verliet kort daarop Parijs en nam ontslag uit de Nationale Vergadering. Hij leefde een tijd ondergedoken omdat hij als een aanhanger van de Commune werd beschouwd. Hoewel hij nooit partij koos voor de Commune, veroordeelde hij de wrede onderdrukking ervan. Later zou hij met succes ijveren voor amnestie voor de communards.

## Radicaal Kamerlid

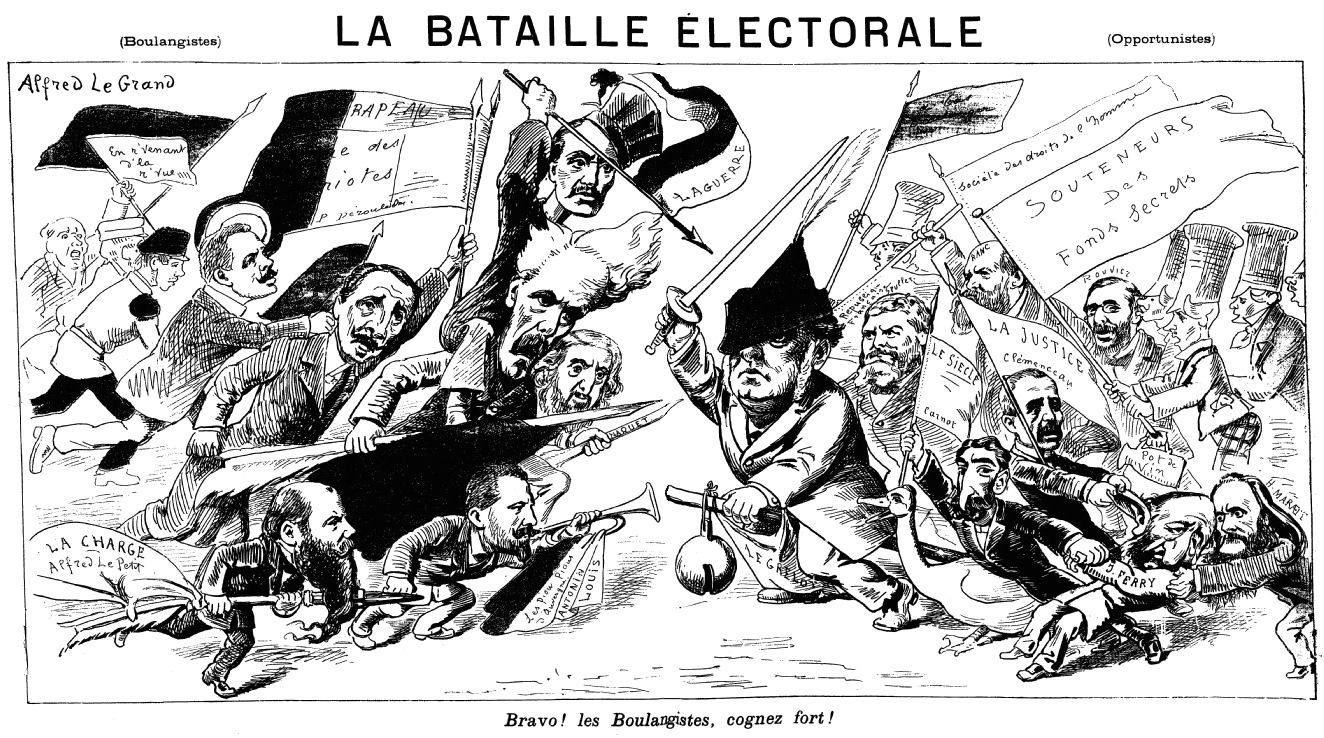
Karikatuur verschenen in 1888 in het boulangistische La Diane. In het kamp van de boulangisten: Georges Laguerre, Henri Rochefort, Alfred Naquet, Paul Déroulède, Georges de Labruyère, Alfred Le Petit en Antonin Louis.

Nadat hij bij tussentijdse verkiezingen voor de Nationale Vergadering niet was herkozen, slaagde Clemenceau er op 23 juli 1871 wel in een zetel in de gemeenteraad van Parijs te veroveren. Hij had zich gevestigd als arts in de Parijse wijk Clignancourt (18de arrondissement) en leidde in de buurt een dispensarium, waar hij zich ontfermde over de gezondheid van de gewone mensen.
In 1875 werd hij voorzitter van de Parijse gemeenteraad (de titel van burgemeester van Parijs was afgeschaft). Het jaar nadien nam hij uit die functie ontslag nadat hij met grote meerderheid werd verkozen in de nieuwe Kamer van afgevaardigden. Hij bleef afgevaardigde van het 18de arrondissement van Parijs tot in 1882, toen hij verkozen werd voor het (toen zeer linkse) departement Var.
Clemenceau werd toen een van de tenoren van de radicale republikeinen, die zich afzetten tegen de meer gematigde of "opportunistische" republikeinen.
Hij kantte zich tegen de grondwet van de Derde Republiek, die het werk van monarchisten was geweest en geïnspireerd was op de parlementaire monarchie, waarbij de monarch vervangen was door een verkozen president. Clemenceau ijverde voor een republiek met een meer revolutionair karakter, met één verkozen vergadering die rechtstreeks de macht zou uitoefenen, zonder staatshoofd en zonder senaat. Daarnaast was hij een uitgesproken antiklerikaal, die ijverde voor de scheiding van kerk en staat, de herinvoering van de echtscheiding en de afschaffing van het godsdienstonderwijs op openbare scholen.
Op sociaal vlak verdedigde hij een zeer progressief programma met onder meer het verbod op kinderarbeid, beperking van de arbeidsduur, het recht op vakvereniging, pensioenen voor werknemers en de invoering van een inkomstenbelasting. Hij was wel tegen "collectivisme" en verdedigde het vrije ondernemerschap tegenover de socialisten, hoewel hij voorstander was van het onteigenen van grote spoorwegmaatschappijen.
In 1880 startte Clemenceau met zijn geestesgenoot Stephen Pichon de krant La Justice, het leidende orgaan van de Parijse radicalen. Een echte georganiseerde radicale partijorganisatie kwam er voorlopig niet. Clemenceau was tegen geïnstitutionaliseerde partijen, omdat die de macht van individuele volksvertegenwoordigers beperken. Hijzelf zou nooit tot een partijorganisatie toetreden.

### Tombeur des ministères
Al gauw kreeg Clemenceau als redenaar en debater een geduchte reputatie. Zijn felle stijl bezorgde Clemenceau de bijnaam Le Tigre (de tijger), waarvan hij niet hield. ("Een tijger heeft veel kaak en weinig hersens. Daar lijk ik niet op."). Een andere bijnaam was tombeur des ministères ("kabinettendoder") omdat hij verscheidene regeringen ten val wist brengen. Zelf zei hij daarover ooit: "Ik heb nochtans nooit één ministerie vernietigd, want het was altijd hetzelfde (dat terugkwam)".
In 1881 veroorzaakte hij de val van het eerste kabinet van Jules Ferry, nadat die een Frans protectoraat over Tunesië had ingesteld. Clemenceau suggereerde toen dat de regering hierbij vooral de belangen van de zakenwereld diende. Het werd zijn eerste grote uitval tegen het kolonialisme. Het jaar daarop kwamen zowel het ministerie van Léon Gambetta als de tweede regering van Charles de Freycinet ten val, mede door Clemenceaus toedoen.
In 1885 kwam het tweede kabinet-Ferry in botsing met Clemenceau, toen Tonkin door Franse troepen werd bezet. Opnieuw kwam de regering ten val, omdat de radicalen en de rechterzijde in de Kamer weigerden dit koloniaal avontuur te steunen. Bij die gelegenheid bekritiseerde de Tijger hevig de kolonialistische opvattingen van Ferry en vooral diens  uitspraak dat "superieure rassen" het recht hadden om "inferieure rassen" te overheersen.
In 1886 werd generaal Georges Boulanger, die Clemenceau nog van zijn schooljaren in Nantes kende, met zijn steun minister van Oorlog in het derde kabinet-Freycinet. Toen Boulanger steeds meer het idool werd van rechtse nationalisten en revanchisten, en daarmee de democratie en de vrede leek te bedreigen, keerde Clemenceau zich van hem af. In 1887 stichtte hij zelfs een vereniging van anti-boulangisten.

### Het Panamaschandaal
Clemenceaus parlementaire loopbaan kwam in moeilijkheden nadat in 1891 onthuld werd dat de Franse maatschappij voor de bouw van het Panamakanaal steekpenningen aan talrijke politici en kranten had betaald (het "Panamaschandaal"). Vanwege zijn relaties met de betrokkenen in de affaire, in de eerste plaats de omstreden joodse zakenman Cornelius Herz, werd hij aangevallen door nationalisten en antisemieten. Het leidde tot een duel tussen hem en de boulangist Paul Déroulède, die hem in volle Kamer van corruptie had beschuldigd. Het duel eindigde onbeslist. Twee jaar later zou Clemenceau om dezelfde reden duelleren met de latere president Paul Deschanel, waarbij hij hem met de degen aan het ooglid verwondde.
Hoewel nooit kon worden aangetoond dat Clemenceau of zijn krant La Justice geld in die affaire ontvangen hadden, bleef het schandaal hem achtervolgen. De vele vijanden die hij had gemaakt, herhaalden de verdachtmakingen. Als gevolg daarvan raakte hij bij de Kamerverkiezingen van 1893 zijn zetel kwijt.

## Journalistiek en Dreyfusaffaire
Nu hij geen parlementslid meer was, leefde Clemenceau van zijn pen. Hij werd hoofdredacteur van zijn eigen krant La justice en schreef ook voor andere bladen, zoals de in 1897 gestichte krant L'Aurore. Behalve politieke standpunten en analyses gaf hij ook literaire bijdragen. Hij schreef enkele boeken en zelfs een toneelstuk.
Tijdens de Dreyfus-affaire (1898-1906) aarzelde hij aanvankelijk partij te kiezen, maar later raakte hij overtuigd van Dreyfus' onschuld en werd hij een van de leidende Dreyfusards. Op 13 januari 1898 liet hij de provocerende open brief van Emile Zola op de voorpagina van L'Aurore zetten met de door hem bedachte titel J'accuse...!.
Hij stelde zich in de hele affaire bijzonder hard op en had meer oog had voor het principe van de zaak dan voor de persoon van Dreyfus. Zo verzette hij zich tegen gratie voor Dreyfus (Dreyfus was onschuldig, dus kon hij alleen maar met vrijspraak genoegen nemen). Later wilde hij niet weten van een amnestiewet ten gunste van zowel veroordeelde Dreyfusards als Antidreyfusards.
Hij zou in totaal meer dan 700 artikelen ten gunste van Dreyfus schrijven, teksten die hij later gebundeld liet uitgeven in zeven boekdelen en die veel succes hadden.
Van januari 1901 tot maart 1902 gaf Clemenceau het weekblad Le Bloc uit, dat hij helemaal zelf samenstelde.
De Dreyfusaffaire maakte van hem opnieuw een politieke tenor. In 1902 werd Clemenceau gekozen tot senator voor het departement Var.
Hij zou de rest van zijn politieke loopbaan zetelen in de Senaat, een instelling die hij voorheen had willen afschaffen. Hij was nog altijd een vooraanstaand radicaal hoewel hij geen lid zou worden van de in 1901 opgerichte radicale partij. De journalistiek gaf hij daarbij niet op. Van 1903 tot 1906 was hij hoofdredacteur van L'Aurore.

## In de regering
In 1906 aanvaardde Clemenceau voor het eerst een ministerspost – hij was toen al 64. Hij werd minister van Binnenlandse Zaken in het kabinet van Ferdinand Sarrien.
Als minister verantwoordelijk voor de politie (hij noemde zichzelf de "eerste der flikken") nam hij de ordehandhaving bijzonder ernstig. Hoewel hij zei het stakingsrecht te respecteren zond hij massaal troepen naar het Noord-Franse mijngebied toen daar bij een grote staking ongeregeldheden uitbraken. De daaropvolgende 1 mei-betoging in Parijs verliepen onder het toezicht van 45.000 man troepen. Dit optreden vervreemde Clemenceau van de socialisten en de arbeidersbeweging.
Toen Sarrien in oktober 1906 ontslag nam om gezondheidsredenen, beval hij Clemenceau aan als zijn opvolger. De Tijger vormde toen een kabinet waarin hij de portefeuille van Binnenlandse Zaken behield.
Dit eerste kabinet Clemenceau was de meest progressieve regering die Frankrijk tot dan toe onder de Derde Republiek gekend had. Zo was er voor het eerst een minister van Arbeid. Enkele belangrijke hervormingen, zoals de afschaffing van de doodstraf of de invoering van een inkomstenbelasting, strandden in het parlement. Wel kwamen er wetten voor goedkope woningen, de verplichte wekelijkse rustdag en een verbetering van de juridische positie van de vrouw.
Clemenceau bleef echter hard optreden tegen sociale onlusten, waarbij verscheidene doden vielen. Bovendien ontzegde hij ambtenaren het stakingsrecht. Hij liet stakende postbeambten ontslaan, net als de leider van een onderwijzersvakbond. Dit maakte hem gehaat bij zijn vroegere bondgenoten, de socialisten.
De "eerste der flikken" moderniseerde intussen grondig de politie. Zo organiseerde hij de eerste van auto's voorziene politie-eenheden (de "Tijgerbrigades") en steunde de oprichting van een wetenschappelijke (forensische) politiedienst.
Hij sloot een nieuw militair bijstandspact met Engeland. Zijn antikolonialisme weerhield hem er niet van niet om te interveniëren in Marokko, een voorloper van de vestiging van een Frans protectoraat.
Op 20 juli 1909 nam Clemenceau ontslag na een onverwacht incident uitgelokt door zijn rivaal Théophile Delcassé. Terwijl veel afgevaardigden al met vakantie waren vertrokken, verwierp de Kamer toen de motie van vertrouwen. De eerste regering-Clemenceau had 33 maanden geduurd, een van de langste in de Derde Republiek.
Clemenceau bleef daarna weer jaren buiten de regering. Hij maakte een studiereis naar Zuid-Amerika. In 1913 slaagde hij er niet in te verhinderen dat de toenmalige premier Raymond Poincaré met de steun van de rechterzijde tot president werd verkozen. Clemenceau zou daarop bittere vijandschap en verachting voor de president koesteren. Ook in 1913 stichtte hij zijn eigen krant L'Homme libre, waarin hij dagelijks commentaren schreef.

## De eerste jaren van de Eerste Wereldoorlog
Hoewel Clemenceau soms als een revanchist wordt bestempeld, heeft hij nooit naar een oorlog met Duitsland gestreefd en wilde zelfs betere betrekkingen met dat land. Hij vreesde echter de toenemende macht van het Duitsland van keizer Willem II en meende daarom dat Frankrijk zijn defensie moest versterken. Zo was hij in 1913 een groot voorstander van de verlenging van de militaire diensttijd tot drie jaar, hoewel de meeste radicalen daar tegen waren.
In 1908 zei hij in een interview dat Duitsland via België Frankrijk zou binnenvallen, wat in 1914 inderdaad het geval zou zijn.
Vanaf het moment dat de Eerste Wereldoorlog begonnen was, was Clemenceau van mening dat Frankrijk geen andere keuze had dan de overwinning, die tot elke prijs moest worden nagestreefd. Al de rest moest daarvoor wijken. Hij was voorstander van de union sacrée, de nationale eendracht tussen alle partijen voor de duur van de oorlog, maar wilde zelf niet tot een regering toetreden, tenzij als premier.
Intussen bekommerde hij zich sterk om het lot van de troepen. Toen hij als arts in zijn blad  kritiek leverde op de slechte hygiënische toestanden waarmee de gewonden werden vervoerd, verbood minister van Binnenlandse Zaken Louis Malvy L'Homme libre ("de vrije mens") voor een paar weken vanwege "indiscreties in oorlogstijd".  Clemenceau liet daarop het blad verschijnen onder de naam L'Homme enchaîné ("De Geketende Mens").
De eerste jaren van de oorlog riep Clemenceau voortdurend op tot nationale eenheid en patriotisme en verzette zich sterk tegen defaitisme en pacifisme. Hij werd voorzitter van de Senaatscommissie voor het Leger, waardoor hij in staat was regelmatig bezoek aan het front te brengen. Elke tekortkoming werd door hem aan de kaak gesteld.
Na het rampzalige Nivelle-offensief in 1917 braken onder de troepen muiterijen uit. De kritiek van Clemenceau op de regering, die volgens hem de situatie niet de baas kon, nam nog toe. Na een zeer brutale aanval van hem op minister Malvy, die van verraad werd beschuldigd, moest deze in september 1917 ontslag nemen, waarna kort daarop het hele kabinet van Alexandre Ribot opstapte.

## Regeringsleider tijdens de oorlog
Op 16 november 1917, drie dagen nadat de kortstondige regering van Paul Painlevé had ontslag genomen benoemde president Poincaré hem tot premier. Ondanks hun onderlinge afkeer verkoos de president Clemenceau boven oud-premier Joseph Caillaux, die veel vredelievender was en van contacten met de vijand werd verdacht. Clemenceau, bekend voor zijn rechtlijnigheid en energiek optreden, leek voor de publieke opinie steeds meer de enige die Frankrijk kon redden.
Clemenceau benoemde een beperkte regeringsploeg waarin hij het helemaal voor het zeggen had. Hijzelf nam de portefeuille van Oorlog. Zijn trouwe compagnon Stephen Pichon  werd minister van Buitenlandse Zaken. De socialisten, die hem bleven wantrouwen, weigerden van zijn kabinet deel uit te maken.

### Naar de overwinning
De regering-Clemenceau had maar één doel: de oorlog winnen. Alles moest daarvoor wijken. Tegen defaitisten en pacifisten werd opgetreden. Verraders werden vervolgd. Malvy moest voor een hooggerechtshof verschijnen en Caillaux werd voor de rest van de oorlog opgesloten. De premier die de doodstraf had willen afschaffen adviseerde het staatshoofd om ter dood veroordeelde militairen niet snel te begenadigen, omdat hun leven niet meer waard was dan dat van de troepen die aan het front vochten.
De regering kreeg de bevoegdheid om per decreet economische maatregelen te regelen zonder tussenkomst van het parlement, iets wat ongezien was in Frankrijk. Uit Italië werden tienduizenden gastarbeiders geronseld om de plaatsen in de industrie op te volgen. Blaise Diangre, de linkse zwarte afgevaardigde van Senegal in het Franse parlement, werd gemachtigd in Frans West-Afrika troepen te rekruteren.
Clemenceau hield zich veel meer met militaire kwesties bezig dan zijn voorgangers. Hij besteedde een groot deel van zijn tijd aan het bezoeken aan het front waarbij hij persoonlijk toezag op de verbetering van het lot van de soldaten. Dat maakte hem zeer populair bij de troepen.
Tegenover de Britse regering drong Clemenceau aan op een gemeenschappelijk geallieerd commando aan het Westelijk Front. Dat stootte op verzet van de Britse opperbevelhebber Sir Douglas Haig. Pas toen de situatie voor de geallieerden door het Duitse Lenteoffensief einde maart 1918 bijzonder gevaarlijk werd, wist hij zijn wil door te drijven. De Franse generaal Ferdinand Foch –  in wie Clemenceau veel meer vertrouwen had dan in generaal Philippe Pétain, de opperbevelhebber van het Franse leger – werd generalissimus van alle geallieerde legers. Mede dankzij dit gemeenschappelijk opperbevel keerden de kansen voor de geallieerden en werden de Duitsers in de loop van 1918 teruggedreven.
Uiteindelijk vroeg Duitsland om een wapenstilstand. In tegenstelling tot sommige generaals en extreem-nationalistische politici, die tot de totale Duitse nederlaag wilden vechten, was Clemenceau daartoe bereid. Hij wilde verder bloedvergieten voorkomen, maar eiste wel harde voorwaarden voor de wapenstilstand:  de Duitse legers moesten zich meteen terugtrekken uit Frankrijk en ook Elzas-Lotharingen.
Toen op 11 november 1918 de wapenstilstand werd ondertekend, was het Clemenceau die het nieuws in de Franse Kamer bekendmaakte. Hij werd als een held gevierd en kreeg de bijnaam Père la Victoire ("Vader Overwinning"). Op 21 november werd hij unaniem verkozen tot lid van de Académie française. In december maakte hij met Poincaré een triomfantelijke tocht door Elzas-Lotharingen waar hij als een bevrijder werd toegejuicht.

### Vredesconferentie
Clemenceau begon meteen aan de voorbereiding van de vredesconferentie, die op 19 januari 1919 geopend werd. Hij zorgde ervoor dat die in Parijs plaatsvond, zodat hij er als gastheer het voorzitterschap kreeg.
Een maand na het begin van de conferentie werd hij op straat beschoten door een anarchist. Hoewel hij door drie kogels werd getroffen, werd de 77-jarige Clemenceau niet ernstig gewond en na enkele dagen kon hij zijn werk al hervatten.
Vanaf het begin van de vredesconferentie trokken de regeringsleiders van de vier grote mogendheden de belangrijke beslissingen op de conferentie naar zich toe: Clemenceau (Frankrijk), David Lloyd George (Groot-Brittannië), Vittorio Emanuele Orlando (Italië) en Woodrow Wilson (Verenigde Staten). Ze vormden uiteindelijk de Raad van Vier, die gedurende maanden regelmatig vergaderde over het vredesverdrag.
De Grote Vier waren het vaak oneens. Clemenceau moest weinig weten van de idealistische voorstellen van de Amerikaanse president Wilson. De Volkenbond, die volgens Wilson in de toekomst de vrede zou moeten handhaven, boezemde hem geen vertrouwen in. Alleen door Duitsland te verzwakken kon volgens hem een nieuwe oorlog worden voorkomen.
Behalve de terugkeer van Elzas-Lotharingen naar Frankrijk, wat weinig verzet opleverde, eiste Clemenceau stukken van Duitsland aan de Saar op die tot 1815 Frans waren geweest. Daarover kwam het tot een compromis waarbij het Saargebied tijdelijk onder bestuur van de Volkenbond zou komen, in afwachting van een volksstemming over een eventuele aanhechting bij Frankrijk.
Ook wat betreft herstelbetalingen stelde Clemenceau harde eisen omdat de Duitsers enorme schade in Frankrijk hadden aangericht. De Britten waren behoedzamer omdat ze de Duitse economie niet te zeer wilden treffen.
Voor alles drongen de Fransen erop aan dat de macht van Duitsland niet verder dan de Rijn zou reiken. De westelijke Rijnoever zou een afzonderlijke Rijnlandse republiek worden onder Franse militaire controle. Lloyd George en Wilson konden daar niet mee instemmen, maar voor Clemenceau hing Frankrijks veiligheid daarvan af.
Als alternatief werd aanvaard dat het Rijnland gedemilitariseerd zou worden waar nooit Duitse troepen mochten verblijven. De geallieerden zouden het gebied nog maximaal 15 jaar bezetten. Op vraag van Clemenceau zou zelfs nadien een bezetting mogelijk zijn als er dan geen garanties tegen een nieuwe Duitse agressie zouden zijn. Bovendien waren Wilson en Lloyd George bereid een garantieverdrag te sluiten waarin de Verenigde Staten en het Verenigd Koninkrijk beloofden Frankrijk te helpen tegen een eventuele agressie. Clemenceau ging daarmee akkoord.
Maarschalk Foch vond deze regeling onvoldoende om een nieuwe oorlog in de toekomst te beletten. Alleen permanente bezetting van het Rijnland zou dat volgens hem kunnen. Ondanks het verzet van Foch en van president Poincaré bleef Clemenceau de regeling verdedigen. Er werd hem gewaarschuwd dat de Amerikaanse Senaat weleens het garantieverdrag zou kunnen verwerpen.
De ondertekening van het verdrag van Versailles werd uiteindelijk als een overwinning voor Clemenceau beschouwd. Het werd door beide Franse kamers met een grote meerderheid goedgekeurd. Alleen de socialisten en de rechtse nationalisten stemden tegen. De Amerikaanse Senaat zou uiteindelijk het Verdrag van Versailles en het Amerikaans-Brits-Frans garantieverdrag verwerpen, waardoor ook de Britten geen garantie wilden verlenen.
Terwijl de vredesconferentie bezig was, voerde de regering-Clemenceau een opvallend sociaal beleid. Zo kwam er een wet die de achturendag invoerde en een andere die collectieve arbeidsovereenkomsten mogelijk maakte. Bedoeling was de revolutionaire onrust onder de arbeiders te verminderen. Clemenceau, die een fel tegenstander was van het Russische bolsjewisme, stuurde troepen naar Rusland.

### De gooi naar het presidentschap en de val
Eind 1919 leek Clemenceau steviger dan ooit in het zadel te zitten. De parlementsverkiezingen van 16 en 30 november 1919 leverden in de Kamer een verpletterende meerderheid op van het Bloc national, een coalitie van rechtse en centrumpartijen die zijn regering steunden.
Kort daarop liet Clemenceau zijn medewerkers weten dat hij president Poincaré, wiens ambtstermijn als president begin 1920 afliep, wilde opvolgen. Hij had voor de bijna machteloze functie van president van de Republiek nooit achting gehad, maar hoopte wellicht dat hij met de forse meerderheid in de Kamer ook als president gezag kon uitoefenen.
Clemenceau maakte echter de fout door zich niet openlijk kandidaat te stellen maar te wachten tot zijn aanhangers hem het presidentschap zouden aanbieden. Daardoor gaf hij zijn tegenstanders de gelegenheid zich tegen hem te verenigen. Veel parlementsleden waren zijn autoritaire regeringswijze beu en vreesden dat hij ook als president dictatoriaal zou optreden. Rechtse tegenstanders van het Verdrag van Versailles parodieerden zijn erenaam Père la Victoire in "Perd la Victoire" ("Verliest de Overwinning"), katholieken wantrouwden zijn antiklerikalisme en de socialisten bleven hem vijandig.
Op 16 januari 1920, de dag voor de Nationale Vergadering de president moest kiezen, kwamen de republikeinse parlementsfracties samen om – zoals gewoonlijk – met een informele stemming te beslissen welke kandidaat ze zouden steunen. De gematigde Kamervoorzitter Paul Deschanel, de enige die zich uitdrukkelijk kandidaat had gesteld, haalde onverwachts meer stemmen dan Clemenceau. Meteen daarop liet "de Tijger" (die ooit Deschanel in een duel had gewond) weten dat hij geen kandidaat zou zijn (hij zou de dag daarop bij de officiële stemming nog altijd 53 stemmen op 888 krijgen) en diende meteen het ontslag van zijn regering in.

## Laatste levensjaren
Clemenceau was 78 toen hij opstapte als premier. Hij trok zich meteen volledig uit de politiek terug. Hij maakte de daaropvolgende jaren reizen naar Egypte, Soedan, Brits-Indië en Ceylon en werd triomfantelijk ontvangen in Groot-Brittannië (waar hij een eredoctoraat van de universiteit van Oxford ontving) en de Verenigde Staten, waar hij een reeks lezingen gaf. 

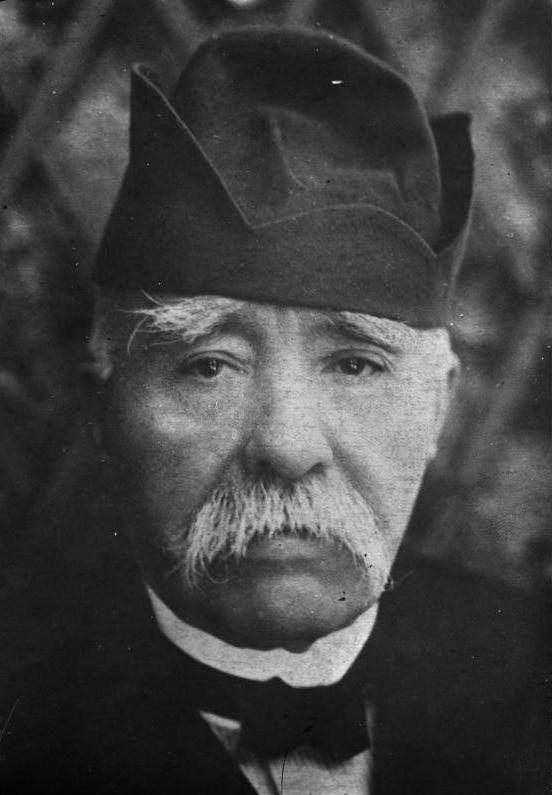
Georges Clemenceau kort voor zijn overlijden

Hij schreef in die tijd verscheidene boeken: een biografie van Demosthenes, Grandeur et Misères d’une victoire, waarin hij zijn politiek tijdens de oorlog verdedigde en waarschuwde voor een Duitse herbewapening en het groot filosofisch essay Au soir de la Pensée. In 1922 hielp hij nog een nieuwe krant oprichten. Hij nam nooit deel aan een vergadering van de Académie française, waar hij sinds 1918 lid van was, maar waar hij eerder zijn minachting voor had getoond.
Hij verbleef grotendeels in een huis aan de kust bij Saint-Vincent-sur-Jard in zijn geboortestreek de Vendée.
Georges Clemenceau overleed  op 24 november 1929 in zijn woning in Parijs. Op zijn uitdrukkelijk verzoek werd hij, na een heel eenvoudige ceremonie, begraven naast zijn vader in Mouchamps (Vendée).

## Privé

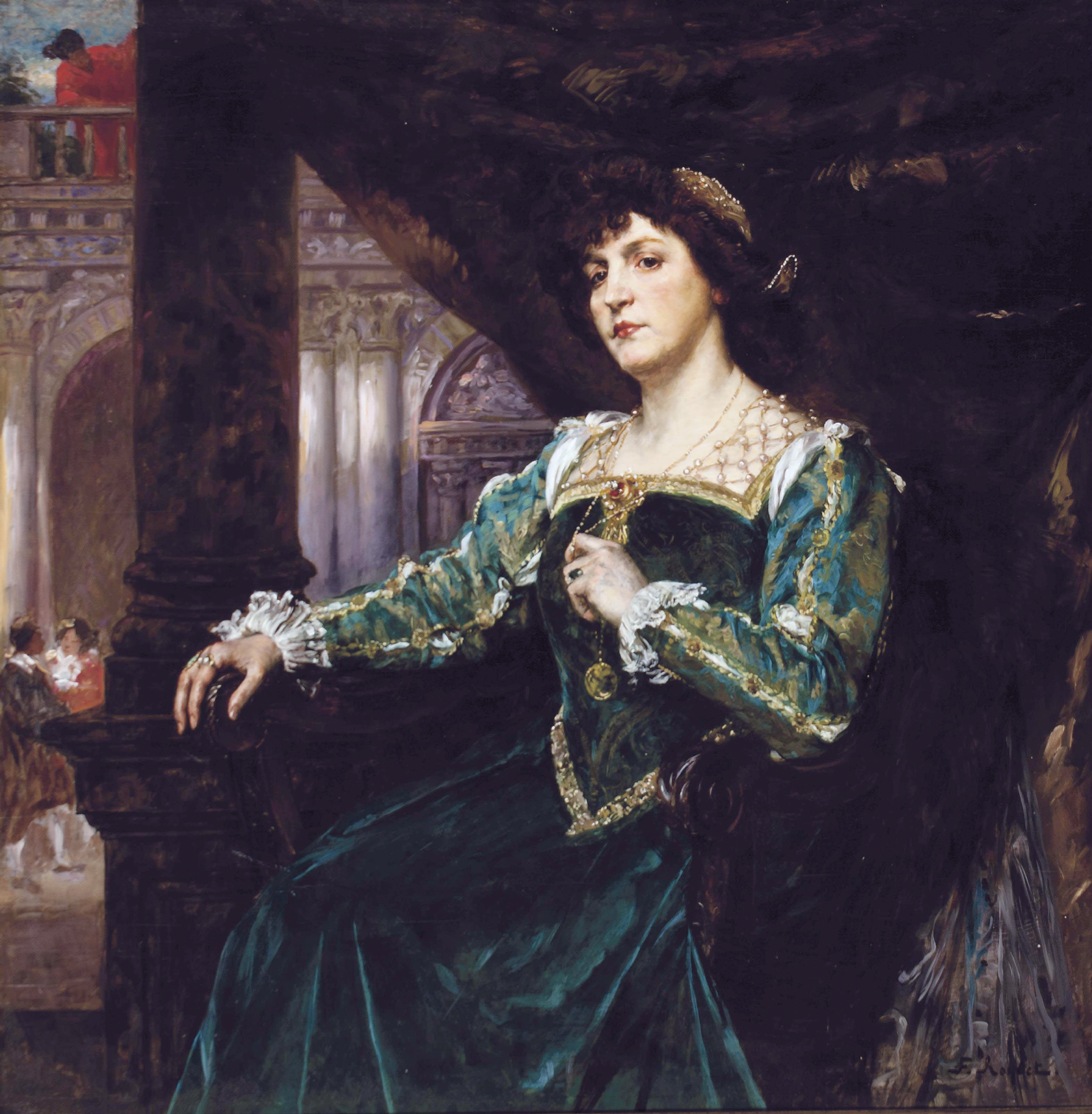
Mary Clémenceau (Ferdinand Roybet)

Georges Clemenceau trouwde op 23 juni 1869 burgerlijk met de Amerikaanse Mary Plummer, een studente van hem toen hij lesgaf aan een meisjesschool in Stamford (Connecticut).
Het echtpaar kreeg drie kinderen: Madeleine in 1870, Thérèze Juliette in 1872 en Michel in 1873. Zoon Michel Clemenceau werd zelf een prominent politicus. Madeleine zou een zeker succes krijgen als schrijfster van biografieën en romans.
Clemenceaus huwelijk was niet gelukkig. Vanaf 1876 verbleef Mary met haar kinderen voortdurend op het landgoed van de familie in de Vendée, terwijl haar man meestal in Parijs was.
Toen hij ontdekte dat zijn vrouw hem bedroog met de leraar van hun kinderen, liet Clemenceau haar in 1891 wegens overspel twee weken opsluiten, hoewel hijzelf talrijke buitenechtelijke verhoudingen had. Meteen daarop bekwam hij een echtscheiding, waarbij Mary het hoederecht over haar kinderen en de Franse nationaliteit verloor. Ze werd als passagier derde klasse op een schip naar de Verenigde Staten gezet. Ondanks die vernedering keerde ze later naar Frankrijk terug waar ze in 1922 overleed zonder nog veel contact met haar kinderen te hebben gehad.
Van de talrijke maîtresses die Clemenceau er tijdens zijn leven op nahield kwamen er nogal wat uit de theaterwereld. De bekendsten waren de actrice Léonide Leblanc en de operazangeres Rose Caron.
Clemenceau was ook bevriend met talrijke vooraanstaande vrouwen van zijn tijd, zoals de beroemde actrice Sarah Bernhardt, de schrijfster Anna de Noailles en de anarchiste Louise Michel.
De laatste jaren van zijn leven bracht Clemenceau door in het gezelschap van de 40 jaar jongere Marguerite Baldensperger, over wie hij schreef: Je vous aiderai à vivre et vous m'aiderez à mourir, voilà notre pacte ("Ik zal u helpen met leven en u zal mij helpen met sterven, dat is ons pact").

## Kunstkenner
Clemenceau had gedurende zijn hele carrière een grote belangstelling voor kunst. In zijn krantenartikelen verdedigde hij de vernieuwers in de schilderkunst, in het bijzonder de impressionisten. Hij maakte als student kennis met Claude Monet, de latere "vader" van het impressionisme, en bleef met hem bevriend tot diens overlijden in 1926.
Hij nam het ook op voor Édouard Manet, toen diens werk Olympia in 1865 een schandaal veroorzaakte. Een man die op het omstreden schilderij gespuwd had, werd nadien door Clemenceau in een duel verwond.
Zowel Manet als de befaamde beeldhouwer Auguste Rodin hebben hem geportretteerd.
Daarnaast was Clemenceau een groot liefhebber van Aziatische kunst. Hij verzamelde duizenden Japanse kunstobjecten.

## Hulde
In ontelbare Franse gemeenten is een straat of plein naar Clemenceau genoemd. Op de place Clemenceau in Parijs (eigenlijk een kruispunt van de Champs-Elysées) staat een standbeeld van hem. Ook heel wat scholen en ziekenhuizen in Frankrijk dragen zijn naam. Een Frans vliegdekschip werd Clemenceau gedoopt.
Zowel zijn woning in Parijs (rue Benjamin-Frankin nr. 8), zijn geboortehuis in Mouilleron-en-Pareds en zijn buitenverblijf in Saint-Vincent-sur-Jard zijn musea geworden.
Ook in andere landen zijn er straten naar Clemenceau genoemd. Dat is onder meer het geval in de Brusselse gemeente Anderlecht (vlakbij ligt ook een metrostation Clemenceau), Luik en Sint-Katelijne-Waver, net als in Almere Stad en Beiroet.
In Canada heeft een berg de naam Mount Clemenceau gekregen.

## Geraadpleegde literatuur
- 1914-1918: De Eerste Wereldoorlog, band 4 en 5, red. o.l.v. Dr. R.L. Schuursma (1976)
- Grote Winkler Prins Encyclopedie, 7de druk (1976)

- Bibsys: 90515725
- Biblioteca Nacional de Chile: 000200272
- Biblioteca Nacional de España: XX1240038
- Bibliothèque nationale de France: cb11897013k (data)
- Catàleg d'autoritats de noms i títols de Catalunya: 981058509153706706
- CiNii: DA06765510
- Gemeinsame Normdatei: 118676407
- International Standard Name Identifier: 0000 0001 2131 7988
- Library of Congress Control Number: n79096737
- National Archives and Records Administration: 10581718
- Bibliotheek van het Japanse parlement: 00517864
- Nationale Bibliotheek van Tsjechië: skuk0000242
- Nationale bibliotheek van Australië: 35028955
- Nationale Bibliotheek van Israël: 987007259669905171
- Nationale Bibliotheek van Polen: a0000001178526
- Nationale en Universitaire bibliotheek Zagreb: 000086567
- Nederlandse Thesaurus van Auteursnamen: 070401586
- Istituto Centrale per il Catalogo Unico: RAVV048208
- LIBRIS: 181859
- SNAC: w6rv0rjj
- Système universitaire de documentation: 027288161
- Museum of New Zealand Te Papa Tongarewa: 57960
- Trove: 802242
- Virtual International Authority File: 49223492
- WorldCat: E39PBJktmJhwYwC7YKyQg3Krv3